# Kostelní Vydří
Kostelní Vydří (en allemand : Kirchwiedern) est une commune du district de Jindřichův Hradec, dans la région de Bohême-du-Sud, en République tchèque. Sa population s'élevait à 160 habitants en 2020.

## Géographie
Kostelní Vydří se trouve à 31 km à l'est-sud-est de Jindřichův Hradec, à 71 km à l'est-nord-est de České Budějovice et à 130 km au sud-est de Prague.
La commune est limitée par Volfířov, Dačice et Zadní Vydří au nord, par Dačice à l'est, au sud et à l'ouest, et par Lomnice nad Lužnicí à l'ouest.

## Histoire
La première mention écrite du village date de 1310.